# Mohammad Qaiser
Mohammad Qaiser (1946) es un botánico pakistaní, que se desempeña académicamente en el Departamento de Botánica, de la Universidad de Karachi.

## Algunas publicaciones

### Libros
- m. Qaiser, rubina Abid. 2003. Asteraceae: Inuleae, Plucheeae & Gnaphalieae. Nº 210 de Flora of Pakistan. Ed. Dept. of Botany, University of Karachi. 215 pp.
- 2001. Flora of West Pakistan: Polygonaceae. Ed. Stewart Herbarium. 190 pp.
- 1982. Tamaricaceae. Volumen 141 de Flora of Pakistan. Ed. Dept. of Botany, University of Karachi. 65 pp.
- Scrophulariaceae. Volumen 88 de Flora of Libya. Ed. Al Faateh University, Faculty of Science. 70 pp.
- 1979. Boraginaceae. Volumen 68 de Flora of Libya. Ed. Al Faateh University, Faculty of Science. 95 pp.
- saiyid masudul hasan Jafri, m. Qaiser. 1974. Papaveraceae. Volumen 61 de Flora of West Pakistan. Ed. Ferozsons. 32 pp.

## Eponimia
- (Asteraceae) Taraxacum qaiseri Abedin[1]
- (Malvaceae) Malva qaiseri Abedin [2]